# Хогланд, Джимми Ли
Джимми Ли Хогланд (англ. Jimie Lee Hoagland; 22 января 1940, Рок-Хилл — 4 ноября 2024, Вашингтон) — американский журналист, иностранный корреспондент, бо́льшую часть карьеры посвятивший работе в издании Washington Post. Хогланд дважды был награждён Пулитцеровской премией: в 1971 году за международные репортажи о событиях в Южно-Африканской Республике, через двадцать лет — за комментарии о событиях, повлёкших войну в Персидском заливе.

## Биография
Окончив старшую школу в Рок-Хилл, Джимми Ли Хогланд поступил в Университет Южной Каролины. Одновременно он начал свою журналистскую карьеру с частичной занятости в летние каникулы в еженедельной региональной газете Evening Herald. По окончании университета в 1961 году он в течение года продолжал обучение во Франции в университете Экс-ан-Прованс. Следующие два года Хогланд провёл на службе разведывательного управления ВВС США в Германии. В 1964 году он поступил на должность редактора-корректора в парижское издание New York Times, где также вёл периодическую музыкальную колонку. Проработав там год, он вернулся в США, где вскоре получил должность регионального репортёра в Washington Post. Он также работал спортивным обозревателем колумбийских газет The State и Columbia Record. В 1968—1969 годах журналист покидал издание, так как выиграл грант Фонда Форда для программы в Высшей школе журналистики Колумбийского университета. Вернувшись в редакцию и получив назначение в африканское бюро, он переехал в Кению и много путешествовал по другим странам континента. Основной темой его работ в этот период стали Португальская колониальная война в Анголе, кризисы в Мозамбике и Гвинее, революция в Родезии, а также расовое неравенство. Так, после шестимесячного путешествия по Южной Африке в 1970 году он написал серию из десяти статей, освещавших апартеид. Материалы отличались обстоятельным авторским стилем и глубоким анализом, что отметило жюри Пулитцеровской премии за международный репортаж, которая была вручена автору в 1971-м. Через год работа легла в основу книги «Южная Африка: цивилизации в конфликте». Он также освещал события в Бейруте, Израиле и Иране, но продолжал следить за южноафриканским конфликтом. Его статьи о нараставшем недовольстве бо́льшей части населения были удостоены в 1976 году Премии Клуба зарубежных корреспондентов. После этого правительство Южно-Африканской республики аннулировало визу корреспондента, и он был вынужден вернуться в Европу.
В 1978 году Джимми Ли Хогланд стал дипломатическим корреспондентом Washington Post в Вашингтоне, через год — редактором отдела иностранных новостей с авторской колонкой. В 1991-м его материалы о событиях, повлёкших Войну в Персидском заливе, и о политике Михаила Горбачёва получили широкое признание в профессиональной среде. Он был удостоен второй Пулитцеровской премии, на этот раз в номинации «За комментарий». В 1994 году он также получил Премию Юджина Мейера за карьерные достижения, в разные годы корреспондент являлся членом попечительского совета Института изучения дипломатии Джорджтаунского университета, Совета по международным отношениям и студенческих обществ Phi Beta Kappa и Pi Kappa Alpha.
Хогланд умер от инсульта в вашингтонской больнице 4 ноября 2024 года.